# Cardwell (Montana)
Cardwell es un lugar designado por el censo ubicado en el condado de Jefferson en el estado estadounidense de Montana. En el Censo de 2010 tenía una población de 50 habitantes y una densidad poblacional de 8,43 personas por km².

## Geografía
Cardwell se encuentra ubicado en las coordenadas 45°51′57″N 111°57′45″O / 45.86583, -111.96250. Según la Oficina del Censo de los Estados Unidos, Cardwell tiene una superficie total de 5.93 km², de la cual 5.82 km² corresponden a tierra firme y (1.88%) 0.11 km² es agua.

## Demografía
Según el censo de 2010, había 50 personas residiendo en Cardwell. La densidad de población era de 8,43 hab./km². De los 50 habitantes, Cardwell estaba compuesto por el 98% blancos, el 0% eran afroamericanos, el 0% eran amerindios, el 0% eran asiáticos, el 0% eran isleños del Pacífico, el 0% eran de otras razas y el 2% pertenecían a dos o más razas. Del total de la población el 0% eran hispanos o latinos de cualquier raza.